# Montrose (Colombie-Britannique)
Montrose est une municipalité située dans la province de la Colombie-Britannique, dans le sud-est.